# Festival di Sanremo 2006
Il cinquantaseiesimo Festival di Sanremo si svolse al teatro Ariston di Sanremo dal 27 febbraio al 4 marzo 2006 (eccezionalmente dal lunedì al sabato, con l'interruzione di mercoledì 1º marzo per la partita della nazionale italiana di calcio contro la Germania).
Il festival venne presentato da Giorgio Panariello con Ilary Blasi e Victoria Cabello. 
La gara fu suddivisa in quattro categorie: Uomini, Donne, Gruppi (composte da 6 cantanti ciascuna) e Giovani (composta da 12 artisti emergenti).
A trionfare nella sezione Campioni fu il brano di Povia Vorrei avere il becco, mentre nella sezione Giovani vinse Sole negli occhi di Riccardo Maffoni. Ogni categoria inoltre ebbe come madrina una modella diversa: le modelle in questione furono Francesca Lancini (Donne), Vanessa Hessler (Gruppi), Marta Cecchetto (Uomini) e Claudia Cedro (Giovani).
La direzione artistica venne curata da Giorgio Panariello, coadiuvato nella direzione artistico-musicale da Gianmarco Mazzi; la regia venne curata da Paolo Beldì, la scenografia dai Premi Oscar Dante Ferretti e Francesca Lo Schiavo e l'orchestra fu diretta dal maestro Renato Serio.
Nonostante avesse un corpus quasi del tutto analogo all'anno precedente, tale edizione riscontrò uno scarso successo di pubblico, causato anche dalla forte controprogrammazione di Mediaset. Infatti, con il 40,17% di share è la quarta edizione meno vista di sempre dopo quelle del 2008, 2004 e 2014.
Tra gli esclusi dalla gara vi fu Loredana Bertè, che non poté partecipare a causa di un vizio di forma (non presentò in tempo utile la conferma di accettazione del regolamento); tuttavia, la cantante si presentò come ospite nella serata dedicata ai duetti assieme a Ron e Tosca. Anche Simone Cristicchi rischiò l'esclusione a gara iniziata: il suo brano, secondo un quotidiano, sarebbe già stato presentato alla rassegna canora pesarese "Voci domani" sotto titolo diverso dalla coautrice Simona Cipollone, meglio nota come Momo. Cristicchi dichiarò di avere effettivamente sviluppato il brano assieme a Momo con il titolo originale Embè, ma di ignorare che successivamente Momo lo avesse eseguito e inciso. A evitare la squalifica fu comunque lo stesso regolamento del Festival, secondo il quale un eventuale ricorso sull'originalità dei brani in gara avrebbe dovuto essere presentato entro le cinque ore successive dalla prima esecuzione, nel caso di Cristicchi avvenuta alle ore 12 del 15 febbraio durante le prove.
Gli autori furono Pietro Galeotti, Giorgio Panariello, Carlo Pistarino, Claudio Fasulo, Eddi Berni, Riccardo Cassini e Claudio Sabelli Fioretti.

## Partecipanti

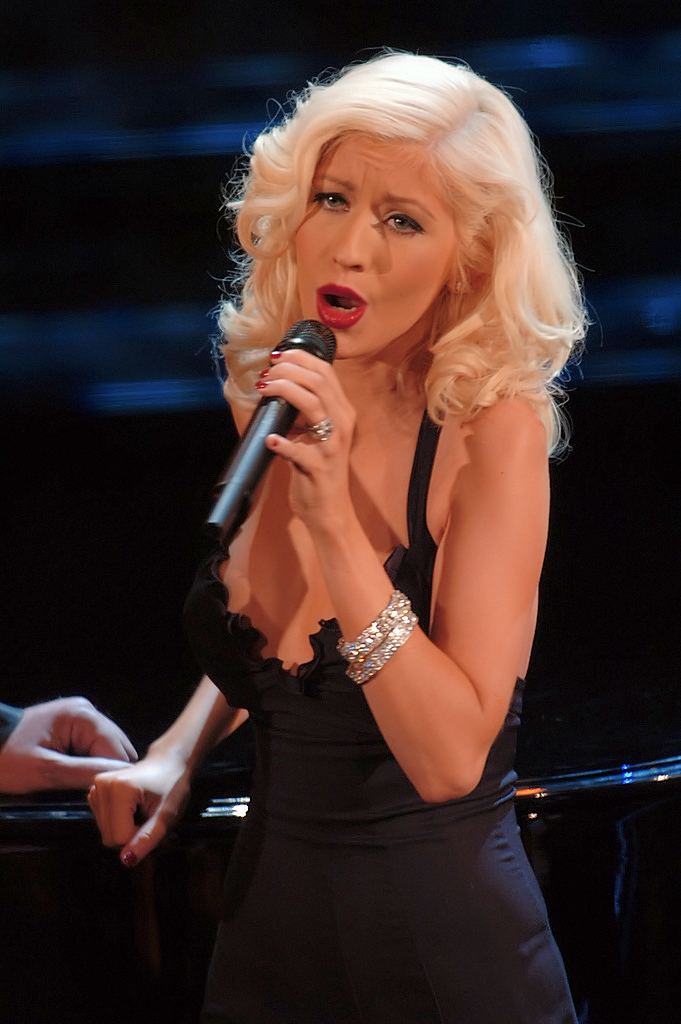
La cantante Christina Aguilera è stata una degli ospiti stranieri durante il Festival

### Sezione Campioni

#### Categoria Uomini
| Interprete        | Ultime partecipazioni al Festival |
| ----------------- | --------------------------------- |
| Alex Britti       | 2003                              |
| Gianluca Grignani | 2002                              |
| Luca Dirisio      | Esordiente                        |
| Michele Zarrillo  | 2002                              |
| Povia             | Esordiente                        |
| Ron               | 1998                              |

#### Categoria Donne
| Interprete     | Ultime partecipazioni al Festival      |
| -------------- | -------------------------------------- |
| Anna Oxa       | 2003                                   |
| Anna Tatangelo | 2005                                   |
| Dolcenera      | 2003 (tra i Giovani)                   |
| Ivana Spagna   | 2000                                   |
| Nicky Nicolai  | 2005                                   |
| Simona Bencini | 1997 (come membro dei Dirotta su Cuba) |

#### Categoria Gruppi
| Interprete                             | Ultime partecipazioni al Festival |
| -------------------------------------- | --------------------------------- |
| I Ragazzi di Scampia con Gigi Finizio  | Esordienti e 1996                 |
| Mario Venuti e Arancia Sonora          | 2004 ed Esordienti                |
| Noa, Carlo Fava & Solis String Quartet | Esordienti                        |
| Nomadi                                 | 1971                              |
| Sugarfree                              | Esordienti                        |
| Zero Assoluto                          | Esordienti                        |

### Sezione Giovani
| Interprete        | Ultime partecipazioni al Festival |
| ----------------- | --------------------------------- |
| Ameba 4           | Esordienti                        |
| Andrea Ori        | Esordiente                        |
| Antonello         | Esordiente                        |
| Deasonika         | Esordienti                        |
| Helena Hellwig    | Esordiente                        |
| Ivan Segreto      | Esordiente                        |
| L'Aura            | Esordiente                        |
| Monia Russo       | Esordiente                        |
| Riccardo Maffoni  | Esordiente                        |
| Simone Cristicchi | Esordiente                        |
| Tiziano Orecchio  | Esordiente                        |
| Virginio          | Esordiente                        |

## Classifica finale
| Posizione | Interprete                             | Canzone                     | Autori                                                             | Percentuale voti |
| --------- | -------------------------------------- | --------------------------- | ------------------------------------------------------------------ | ---------------- |
| 1         | Povia                                  | Vorrei avere il becco       | G. Povia                                                           | 10,45%           |
| 2         | Nomadi                                 | Dove si va                  | C. Cattini, D. Sacco, M. Vecchi e G. Carletti                      | 9,58%            |
| 3         | Anna Tatangelo                         | Essere una donna            | Mogol e G. D'Alessio                                               | 5,75%            |
| 4         | Riccardo Maffoni                       | Sole negli occhi            | R. Maffoni                                                         | 3,21%            |
| F         | Simone Cristicchi                      | Che bella gente             | S. Cristicchi e S. Cipollone                                       |                  |
| F         | Dolcenera                              | Com'è straordinaria la vita | Dolcenera, L. Imerico e R. Pacco                                   |                  |
| F         | Michele Zarrillo                       | L'alfabeto degli amanti     | V. Incenzo e M. Zarrillo                                           |                  |
| F         | Zero Assoluto                          | Svegliarsi la mattina       | M. Maffucci, T. De Gasperi, D. Pao, E. Sognato                     |                  |
| NF (E4)   | Simona Bencini                         | Tempesta                    | S. Bencini ed E. Toffoli                                           |                  |
| NF (E4)   | Nicky Nicolai                          | Lei ha la notte             | T. Blu, N. Nicolai, M. Rinalduzzi e M. D'Angelo                    |                  |
| NF (E4)   | Ron                                    | L'uomo delle stelle         | Ron                                                                |                  |
| NF (E4)   | Alex Britti                            | Solo con te                 | A. Britti                                                          |                  |
| NF (E4)   | I Ragazzi di Scampia con Gigi Finizio  | Musica e speranza           | Mogol e G. D'Alessio                                               |                  |
| NF (E4)   | Sugarfree                              | Solo lei mi dà              | F. Zampaglione, M. Amantia, G. Lo Iacono e M. Salom                |                  |
| NF (E4)   | Monia Russo                            | Un mondo senza parole       | B. Illiano                                                         |                  |
| NF (E4)   | L'Aura                                 | Irraggiungibile             | L'Aura                                                             |                  |
| NF (E4)   | Helena Hellwig                         | Di luna morirei             | C. De Bei, Mango e R. Petruzzi                                     |                  |
| NF (E4)   | Tiziano Orecchio                       | Preda innocente             | M. Di Franco e A. Zuppini                                          |                  |
| NF (E3)   | Noa, Carlo Fava & Solis String Quartet | Un discorso in generale     | C. Fava e G. Martinelli                                            |                  |
| NF (E3)   | Ivana Spagna                           | Noi non possiamo cambiare   | M. Morante                                                         |                  |
| NF (E3)   | Luca Dirisio                           | Sparirò                     | L. Dirisio                                                         |                  |
| NF (E3)   | Andrea Ori                             | Nel tuo mare                | C. Ori, A. Ori e M. Vergnaghi                                      |                  |
| NF (E3)   | Ameba 4                                | Rido... forse mi sbaglio    | F. Properzi                                                        |                  |
| NF (E3)   | Ivan Segreto                           | Con un gesto                | I. Segreto                                                         |                  |
| NF (E2)   | Anna Oxa                               | Processo a me stessa        | P. Panella, A. Oxa e A. Miori                                      |                  |
| NF (E2)   | Mario Venuti e Arancia Sonora          | Un altro posto nel mondo    | M. Venuti e Kaballà                                                |                  |
| NF (E2)   | Gianluca Grignani                      | Liberi di sognare           | G. Grignani                                                        |                  |
| NF (E2)   | Antonello                              | Capirò crescerai            | A. Carozza e S. Pietroluongo                                       |                  |
| NF (E2)   | Deasonika                              | Non dimentico più...        | M. Zanotti, W. Clemente, S. Facchi, M. Trentacoste e F. Tumminelli |                  |
| NF (E2)   | Virginio                               | Davvero                     | V. Simonelli e P. Agosta                                           |                  |

## Serate

### Prima serata
Si esibirono i 18 artisti appartenenti alle categorie Uomini, Donne e Gruppi, con votazione della giuria demoscopica. Inoltre, i 12 artisti della categoria Giovani si esibirono in due gruppi da sei ed eseguirono un breve spezzone del loro brano.
Campioni
| Ordine di uscita | Artista                                | Brano                       |
| ---------------- | -------------------------------------- | --------------------------- |
| 1                | Nicky Nicolai                          | Lei ha la notte             |
| 2                | Dolcenera                              | Com'è straordinaria la vita |
| 3                | I Ragazzi di Scampia con Gigi Finizio  | Musica e speranza           |
| 4                | Noa, Carlo Fava & Solis String Quartet | Un discorso in generale     |
| 5                | Povia                                  | Vorrei avere il becco       |
| 6                | Ron                                    | L'uomo delle stelle         |
| 7                | Simona Bencini                         | Tempesta                    |
| 8                | Ivana Spagna                           | Noi non possiamo cambiare   |
| 9                | Sugarfree                              | Solo lei mi dà              |
| 10               | Mario Venuti e Arancia Sonora          | Un altro posto nel mondo    |
| 11               | Alex Britti                            | ...solo con te              |
| 12               | Luca Dirisio                           | Sparirò                     |
| 13               | Anna Oxa                               | Processo a me stessa        |
| 14               | Anna Tatangelo                         | Essere una donna            |
| 15               | Nomadi                                 | Dove si va                  |
| 16               | Zero Assoluto                          | Svegliarsi la mattina       |
| 17               | Gianluca Grignani                      | Liberi di sognare           |
| 18               | Michele Zarrillo                       | L'alfabeto degli amanti     |

Giovani
| Ordine di uscita | Artista           | Brano                    |
| ---------------- | ----------------- | ------------------------ |
| 1                | Riccardo Maffoni  | Sole negli occhi         |
| 2                | Monia Russo       | Un mondo senza parole    |
| 3                | Ameba 4           | Rido... forse mi sbaglio |
| 4                | Simone Cristicchi | Che bella gente          |
| 5                | Virginio          | Davvero                  |
| 6                | Antonello         | Capirò crescerai         |
| 7                | Andrea Ori        | Nel tuo mare             |
| 8                | L'Aura            | Irraggiungibile          |
| 9                | Tiziano Orecchio  | Preda innocente          |
| 10               | Deasonika         | Non dimentico più        |
| 11               | Helena Hellwig    | Di luna morirei          |
| 12               | Ivan Segreto      | Con un gesto             |

Ospiti
- John Travolta
- Nazionale di curling maschile dell'Italia

### Seconda serata
Si esibirono 9 degli artisti appartenenti alle categorie Uomini, Donne e Gruppi (tre per categoria) e 6 degli artisti appartenenti alla categoria Giovani; infine il voto della giuria demoscopica eliminò un artista per ciascuna delle prime tre categorie e tre Giovani.
Campioni
- Eliminati dalla gara

| Ordine di uscita | Artista                               | Brano                    |
| ---------------- | ------------------------------------- | ------------------------ |
| 1                | Anna Oxa                              | Processo a me stessa     |
| 2                | Sugarfree                             | Solo lei mi dà           |
| 3                | Gianluca Grignani                     | Liberi di sognare        |
| 4                | Anna Tatangelo                        | Essere una donna         |
| 5                | Mario Venuti e Arancia Sonora         | Un altro posto nel mondo |
| 6                | Ron                                   | L'uomo delle stelle      |
| 7                | Nicky Nicolai                         | Lei ha la notte          |
| 8                | I Ragazzi di Scampia con Gigi Finizio | Musica e speranza        |
| 9                | Povia                                 | Vorrei avere il becco    |

Giovani
- Eliminati dalla gara

| Ordine di uscita | Artista           | Brano                 |
| ---------------- | ----------------- | --------------------- |
| 1                | Simone Cristicchi | Che bella gente       |
| 2                | Monia Russo       | Un mondo senza parole |
| 3                | Virginio          | Davvero               |
| 4                | Helena Hellwig    | Di luna morirei       |
| 5                | Deasonika         | Non dimentico più     |
| 6                | Antonello         | Capirò Crescerai      |

Ospiti
- Francesco Totti e Ilary Blasi
- Jesse McCartney - Because You Live
- Riccardo Cocciante - Bella senz'anima e Margherita
- Tiziano Ferro
- Giorgio Faletti
- Hilary Duff - Wake Up

### Terza serata
Si esibirono i restanti 9 artisti appartenenti alle categorie Uomini, Donne e Gruppi (tre per categoria) e i restanti 6 appartenenti alla categoria Giovani; infine il voto della giuria demoscopica eliminò un cantante per ciascuna delle prime tre categorie e tre Giovani.
Campioni
- Eliminati dalla gara

| Ordine di uscita | Artista                                | Brano                       |
| ---------------- | -------------------------------------- | --------------------------- |
| 1                | Simona Bencini                         | Tempesta                    |
| 2                | Nomadi                                 | Dove si va                  |
| 3                | Alex Britti                            | Solo con te                 |
| 4                | Ivana Spagna                           | Noi non possiamo cambiare   |
| 5                | Zero Assoluto                          | Svegliarsi la mattina       |
| 6                | Michele Zarrillo                       | L'alfabeto degli amanti     |
| 7                | Dolcenera                              | Com'è straordinaria la vita |
| 8                | Noa, Carlo Fava & Solis String Quartet | Un discorso in generale     |
| 9                | Luca Dirisio                           | Sparirò                     |

Giovani
- Eliminati dalla gara

| Ordine di uscita | Artista          | Brano                     |
| ---------------- | ---------------- | ------------------------- |
| 1                | L'Aura           | Irraggiungibile           |
| 2                | Riccardo Maffoni | Sole negli occhi          |
| 3                | Ameba 4          | Rido ... forse mi sbaglio |
| 4                | Ivan Segreto     | Con un gesto              |
| 5                | Andrea Ori       | Nel tuo mare              |
| 6                | Tiziano Orecchio | Preda innocente           |

Ospiti
- Leonardo Pieraccioni
- John Cena
- Carlo Verdone e Silvio Muccino
- Tiziano Ferro
- Shakira - Don't Bother
- Maria Grazia Cucinotta
- Gianni Petrucci e i vincitori delle medaglie d'oro alle olimpiadi invernali 2006

### Quarta serata
Si esibirono i 12 artisti rimasti in gara nelle categorie Uomini, Gruppi e Donne con una versione rivisitata del proprio brano, accompagnati da vari ospiti, e i 6 artisti rimasti in gara nella categoria Giovani; infine il voto della giuria demoscopica e il televoto (con un peso del 50% ciascuno) eliminarono due artisti per ciascuna delle prime tre categorie e quattro Giovani.
Campioni
- Eliminati dalla gara

| Ordine di uscita | Artista                               | Ospite/i                                                  | Brano                       |
| ---------------- | ------------------------------------- | --------------------------------------------------------- | --------------------------- |
| 1                | Michele Zarrillo                      | Giuseppe Bono e Tiziano Ferro                             | L'alfabeto degli amanti     |
| 2                | Povia                                 | Francesco Baccini, Francesco Musacco e Margherita Graczyk | Vorrei avere il becco       |
| 3                | Ron                                   | Loredana Bertè e Tosca                                    | L'uomo delle stelle         |
| 4                | Alex Britti                           | Max Gazzè                                                 | Solo con te                 |
| 5                | Nomadi                                | Roberto Vecchioni                                         | Dove si va                  |
| 6                | Zero Assoluto                         | Niccolò Fabi                                              | Svegliarsi la mattina       |
| 7                | Sugarfree                             | Flavio Oreglio                                            | Solo lei mi dà              |
| 8                | I Ragazzi di Scampia con Gigi Finizio | Tullio De Piscopo                                         | Musica e speranza           |
| 9                | Anna Tatangelo                        | Alberto Radius e Ricky Portera                            | Essere una donna            |
| 10               | Nicky Nicolai                         | Stefano Di Battista e Giovanni Allevi                     | Lei ha la notte             |
| 11               | Dolcenera                             | Maurizio Solieri                                          | Com'è straordinaria la vita |
| 12               | Simona Bencini                        | Sarah Jane Morris                                         | Tempesta                    |

Giovani
- Accedono in finale

| Ordine di uscita | Artista           | Brano                 |
| ---------------- | ----------------- | --------------------- |
| 1                | Monia Russo       | Un mondo senza parole |
| 2                | Tiziano Orecchio  | Preda innocente       |
| 3                | L'Aura            | Irraggiungibile       |
| 4                | Simone Cristicchi | Che bella gente       |
| 5                | Helena Hellwig    | Di luna morirei       |
| 6                | Riccardo Maffoni  | Sole negli occhi      |

Duetti previsti ma non eseguiti causa eliminazione dalla gara
- Luca Dirisio - Riccardo Fogli
- Gianluca Grignani - Gino Vannelli
- Ivana Spagna - Alessandra Drusian
- Anna Oxa - Fausto Leali
- Noa, Carlo Fava e Solis String Quartet - Gil Dor e Richard Galliano
- Mario Venuti e Arancia Sonora - Peppe Servillo

Ospiti
- Dolce e Gabbana
- Orlando Bloom
- Tiziano Ferro
- Arnoldo Foà
- Gavin DeGraw - Chariot

### Quinta serata - Finale
Si esibirono gli 8 artisti rimasti in gara (due per categoria). Durante la serata finale il televoto eliminò un cantante per ciascuna categoria, decretando i quattro finalisti (uno per categoria); questi ultimi si scontrarono infine con un'ultima esibizione, al termine della quale, tramite il solo televoto, venne decretato il vincitore assoluto del 56º Festival di Sanremo.
- Vincitore categoria Uomini

- Vincitrice categoria Donne

- Vincitori categoria Gruppi

- Vincitore categoria Giovani

| Ordine di uscita | Artista           | Brano                       |
| ---------------- | ----------------- | --------------------------- |
| 1                | Povia             | Vorrei avere il becco       |
| 2                | Michele Zarrillo  | L'alfabeto degli amanti     |
| 3                | Nomadi            | Dove si va                  |
| 4                | Zero Assoluto     | Svegliarsi la mattina       |
| 5                | Dolcenera         | Com'è straordinaria la vita |
| 6                | Anna Tatangelo    | Essere una donna            |
| 7                | Simone Cristicchi | Che bella gente             |
| 8                | Riccardo Maffoni  | Sole negli occhi            |

Finalissima
- Vincitore

| Posizione finale | Ordine di uscita | Artista          | Brano                 | Voti finalissima |
| Posizione finale | Ordine di uscita | Artista          | Brano                 | Televoto         |
| Posizione finale | Ordine di uscita | Artista          | Brano                 | %                |
| ---------------- | ---------------- | ---------------- | --------------------- | ---------------- |
| 1                | 1                | Povia            | Vorrei avere il becco | 10,45%           |
| 2                | 4                | Nomadi           | Dove si va            | 9,58%            |
| 3                | 2                | Anna Tatangelo   | Essere una donna      | 5,75%            |
| 4                | 3                | Riccardo Maffoni | Sole negli occhi      | 3,21%            |

Ospiti
- Giancarlo Giannini - Vecchio frack
- Andrea Bocelli - Il mare calmo della sera, Because We Believe e Somos Novios (con Christina Aguilera)
- Tiziano Ferro
- Virna Lisi
- Roberta Armani
- Eros Ramazzotti - Terra promessa, Una storia importante, Adesso tu, I Belong To You (Il ritmo della passione) (con Anastacia) e Nel blu dipinto di blu (con Laura Pausini)
- Laura Pausini - La solitudine, Strani amori, Come se non fosse stato mai amore, Lei e Nel blu dipinto di blu (con Eros Ramazzotti)
- Negramaro
- Paolo Zaccagnini
- Loredana Bertè - consegna del Premio della Critica "Mia Martini"

## Premi
- Vincitore 56º Festival di Sanremo: Povia con Vorrei avere il becco
- Vincitore 56º Festival di Sanremo categoria Giovani: Riccardo Maffoni con Sole negli occhi
- Vincitore 56º Festival di Sanremo categoria Uomini: Povia con Vorrei avere il becco
- Vincitore 56º Festival di Sanremo categoria Donne: Anna Tatangelo con Essere una donna
- Vincitore 56º Festival di Sanremo categoria Gruppi: Nomadi con Dove si va
- Premio della Critica "Mia Martini": Noa, Carlo Fava e Solis String Quartet con Un discorso in generale
- Premio Sala Stampa Radio-TV Lucio Dalla: Nomadi con Dove si va

### Altri premi
- Premio Raisat Ragazzi: Simone Cristicchi con Che bella gente
- Premio "Città di Sanremo" alla carriera: Riccardo Cocciante

## Commissione artistica
- Giorgio Panariello
- Gianmarco Mazzi
- Myriam Fecchi
- Massimo Cotto
- Gigio D'Ambrosio

## Scenografia
Quest'edizione, seppur poco fortunata dal punto di vista degli ascolti, è ricordata per la particolare scenografia curata dai Premi Oscar Dante Ferretti e Francesca Lo Schiavo: essa era composta da un ampio palco nero sul quale campeggiavano una grande e luminosa chiave di Fa rovesciata sul lato sinistro, una gigantesca scritta blu Sanremo 2006 sospesa in alto e, accanto alla chiave di Fa, la scritta Ariston sospesa in verticale, che a seconda delle occasioni venivano sollevate o calate meccanicamente; l'orchestra era invece presente nel golfo mistico ai piedi del palco contornata da fiori. Il palco era circondato da colonne luminose verticali con la presenza di ulteriori ledwall in fondo allo stesso. Nella serata finale la scenografia fu infine modificata per volere dello stesso Panariello: la chiave di Fa venne tolta in favore di una grande scalinata centrale sulla quale si ergevano un'enorme palma e un grande leone dorati (simbolo della città di Sanremo), creati sempre da Ferretti, che andarono componendosi durante la serata e alla fine di essa si completarono definitivamente.
Ferretti non si limitò, però, solo ad allestire l'interno del teatro ma si occupò anche dell'esterno della struttura: lo scenografo intervenne anche qui, facendo realizzare all'ingresso un impianto scenografico in stile Liberty su cui campeggiava la scritta Sanremo in caratteri maiuscoli e ai suoi lati dei pannelli su cui erano affisse le locandine della manifestazione. Questi interventi, tuttavia, suscitarono feroci proteste da parte dei commercianti situati nelle immediate vicinanze, in quanto si videro coperti le vetrine delle proprie attività.

## Ascolti
Risultati di ascolto delle varie serate, secondo rilevazioni Auditel.
| Serata             | Messa in onda      | I parte            | I parte            | II parte           | II parte           | III parte          | III parte          | Media ponderata | Media ponderata |
| Serata             | Messa in onda      | Telespettatori     | Share              | Telespettatori     | Share              | Telespettatori     | Share              | Telespettatori  | Share           |
| ------------------ | ------------------ | ------------------ | ------------------ | ------------------ | ------------------ | ------------------ | ------------------ | --------------- | --------------- |
| I                  | 27 febbraio 2006   | 13061000           | 45,01%             | 8610000            | 43,92%             | 4301000            | 42,29%             | 9141000         | 44,45%          |
| II                 | 28 febbraio 2006   | 9516000            | 35,77%             | 6952000            | 40,72%             | 3261000            | 39,99%             | 8235000         | 37,33%          |
| III                | 2 marzo 2006       | 9410000            | 34,32%             | 5512000            | 33,02%             | 2279000            | 29,92%             | 6234000         | 33,49%          |
| IV                 | 3 marzo 2006       | 9609000            | 34,94%             | 6924000            | 39,47%             | 3104000            | 41,4%              | 8267000         | 36,74%          |
| Finale             | 4 marzo 2006       | 10875000           | 42,27%             | 9672000            | 49,98%             | 7543000            | 65,5%              | 9523000         | 48,23%          |
| Media delle serate | Media delle serate | Media delle serate | Media delle serate | Media delle serate | Media delle serate | Media delle serate | Media delle serate | 8280000         | 40,05%          |

Il 1º marzo il Festival non è andato in onda per lasciare spazio all'amichevole di calcio tra Italia e Germania, terminata con il punteggio di 4-1 in favore degli Azzurri.

## Piazzamenti in classifica dei singoli
| Artista                                | Singolo                      | Posizione massima |
| -------------------------------------- | ---------------------------- | ----------------- |
| Zero Assoluto                          | Svegliarsi la mattina        | 1                 |
| Anna Tatangelo                         | Essere una donna             | 4                 |
| Dolcenera                              | Come è straordinaria la vita | 6                 |
| Gianluca Grignani                      | Liberi di sognare            | 8                 |
| Povia                                  | Vorrei avere il becco        | 10                |
| Michele Zarrillo                       | L'alfabeto degli amanti      | 11                |
| Luca Dirisio                           | Sparirò                      | 11                |
| Sugarfree                              | Solo lei mi dà               | 12                |
| Ron                                    | L'uomo delle stelle          | 13                |
| Ivana Spagna                           | Noi non possiamo cambiare    | 17                |
| L'Aura                                 | Irraggiungibile              | 17                |
| Mario Venuti e Arancia Sonora          | Un altro posto nel mondo     | 20                |
| Nomadi                                 | Dove si va                   | 23                |
| Simona Bencini                         | Tempesta                     | 28                |
| Alex Britti                            | Solo con te                  | 30                |
| Noa, Carlo Fava & Solis String Quartet | Un discorso in generale      | 54                |

| Artista       | Singolo               | Posizione classifica annuale 2006 |
| ------------- | --------------------- | --------------------------------- |
| Zero Assoluto | Svegliarsi la mattina | 10                                |
| Povia         | Vorrei avere il becco | 29                                |
| Sugarfree     | Solo lei mi dà        | 82                                |

## Piazzamenti in classifica degli album
| Artista           | Album                                          | Posizione massima |
| ----------------- | ---------------------------------------------- | ----------------- |
| Gianluca Grignani | Il re del niente                               | 3                 |
| Nomadi            | Con me o contro di me                          | 3                 |
| Povia             | I bambini fanno "ooh..." la storia continua... | 9                 |
| Anna Tatangelo    | Ragazza di periferia                           | 15                |
| Dolcenera         | Il popolo dei sogni                            | 16                |
| Ron               | Ma quando dici amore                           | 16                |
| L'Aura            | Okumuki                                        | 23                |
| Luca Dirisio      | La vita è strana                               | 23                |
| Alex Britti       | Festa                                          | 25                |
| Nicky Nicolai     | L'altalena                                     | 25                |

### Compilation
- Sanremo 2006
- Super Sanremo 2006 - Dieci e lode

## Curiosità
- La vittoria di Povia, vede per la prima volta al Festival di Sanremo, scendere sul palco una pioggia di petali di fiori colorati, cosa che accadde poi in tutte le successive edizioni del Festival di Sanremo, eccetto che nelle edizioni  2013 e  2014. Nel 2024 sostituito con i fuochi sul palco.